# Geoffroy VI d'Anjou
Geoffroy VI d'Anjou (né le 1er juin 1134 à Rouen – mort le 26 juillet 1158 à Nantes), est comte d'Anjou, du Maine et de Nantes de 1156 à 1158, second fils de Geoffroy V Plantagenêt et de Mathilde l'Emperesse.

## Biographie
Aux termes du testament de son père, Geoffroy V, il doit recevoir le comté d'Anjou, si le fils aîné, Henri, parvient à devenir roi d'Angleterre. Mais ce partage successoral est contesté par certains médiévistes. En attendant, il ne reçoit en fiefs que les châteaux de Chinon, Loudun et Mirebeau. 
À la fin du mois de mars 1152, il tente sans succès d'enlever, afin de l'épouser, la duchesse Aliénor d'Aquitaine, après l'annulation de son mariage avec Louis VII le Jeune, à l'issue du concile de Beaugency,,. 
Après le mariage d'Aliénor et d'Henri Plantagenêt, le 18 mai 1152, Geoffroy se joint à la coalition menée par le roi de France contre son frère, et s'efforce de soulever l'Anjou. Au cours de l'été 1152, Henri repousse les attaques du roi de France contre la Normandie et combat victorieusement Geoffroy qui tente de revendiquer son héritage de Chinon, mais aussi les enclaves angevines de Loudun et Mirebeau. 
En 1154, Henri devenu roi d'Angleterre, poursuit la guerre contre son frère Geoffroy qui revendique toujours l'Anjou. En 1156, après avoir écrasé son armée, Henri le place cependant à la tête de Nantes, dont le comte Hoël III de Bretagne (1148-1156) a été évincé par une révolte urbaine en 1155. 
Le comté de Nantes est alors annexé à l'Anjou jusqu'à la mort d'Henri II Plantagenêt survenue en 1189. 
Geoffroy meurt à Nantes, le 26 juillet 1158, sans descendance, alors qu'il mène contre son frère aîné une coalition de seigneurs bretons et angevins. Henri qui se considère comme son héritier, récupère les comtés d'Anjou et du Maine et revendique immédiatement celui de Nantes.